# مجال اللون

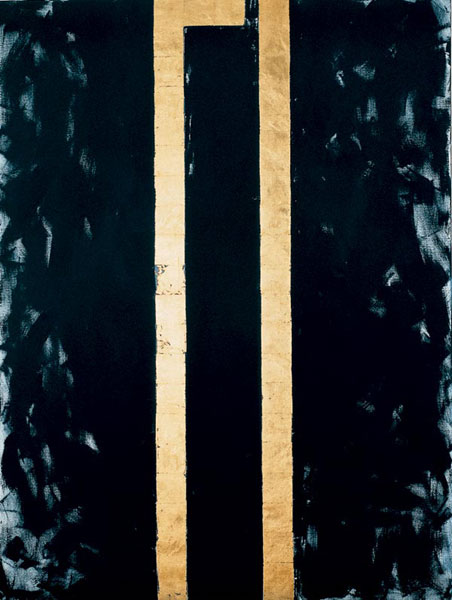
واسكو ، رجل في الليل (لبارنيت نيومان)

رسم مجال اللون (بالإنجليزية: Color field painting)، هو نمط من الرسم التجريدي الذي ظهر في مدينة نيويورك خلال أربعينيات وخمسينيات القرن العشرين. كانت مستوحاة من الحداثة الأوروبية وترتبط ارتباطًا وثيقًا بالتعبيرية التجريدية ، بينما كان العديد من مؤيديها الأوائل البارزين من بين رواد التعبيريين التجريديين. يتميز مجال اللون بشكل أساسي بحقول كبيرة من الألوان المسطحة والصلبة المنتشرة عبر اللوحة القماشية أو ملطخة بها مما يؤدي إلى إنشاء مناطق من السطح غير المنكسر ومستوى صورة مسطح. تضع الحركة تركيزًا أقل على الإيماءات وضربات الفرشاة والعمل لصالح الاتساق العام للشكل والعملية. في رسم مجال اللون «يتم تحرير اللون من السياق الموضوعي ويصبح الموضوع في حد ذاته.»
خلال أواخر الخمسينيات والستينيات من القرن الماضي، ظهر رسامو مجال الألوان في أجزاء من بريطانيا العظمى وكندا وأستراليا والولايات المتحدة، ولا سيما نيويورك وواشنطن العاصمة وأماكن أخرى، باستخدام تنسيقات من الخطوط والأهداف والأنماط الهندسية البسيطة والمراجع إلى صور المناظر الطبيعية.